# FA Cup 2001-02
La FA Cup 2001-02 (conocida como The FA Cup sponsored by AXA, por razones de patrocinio) fue la 121ª edición del más antiguo torneo de fútbol reconocido en el mundo.
El Arsenal se impuso por 2-0 al Chelsea en la final, con goles de Ray Parlour y Fredrik Ljungberg, consiguiendo así su doblete esa temporada.

## Primera ronda
Los encuentros fueron jugados entre el 16 y 18 de noviembre. Los replays el 27 o el 28 de noviembre.
| 1                                     | Blackpool              | 2–2   | Newport County         | 5,005 |
| replay                                | Newport County         | 1 – 4 | Blackpool              | 3,721 |
| 2                                     | Bournemouth            | 3–0   | Worksop Town           | 4,414 |
| 3                                     | Barnet                 | 0–0   | Carlisle United        | 2,277 |
| replay                                | Carlisle United        | 1 – 0 | Barnet                 | 1,470 |
| 4                                     | Bristol City           | 0–1   | Leyton Orient          | 6,343 |
| 5                                     | Reading                | 1–0   | Welling United         | 5,338 |
| 6                                     | Northwich Victoria     | 2–5   | Hull City              | 2,285 |
| 7                                     | Macclesfield Town      | 2–2   | Forest Green Rovers    | 1,520 |
| replay                                | Forest Green Rovers    | 1–1   | Macclesfield Town      | 1,714 |
| Macclesfield Town ganó en los penales |                        |       |                        |       |
| 8                                     | Lincoln City           | 1–1   | Bury                   | 2,925 |
| replay                                | Bury                   | 1 – 1 | Lincoln City           | 2,194 |
| Lincoln City ganó en los penales      |                        |       |                        |       |
| 9                                     | Swindon Town           | 3–1   | Hartlepool United      | 4,766 |
| 10                                    | Doncaster Rovers       | 2–3   | Scunthorpe United      | 6,222 |
| 11                                    | Tranmere Rovers        | 4–1   | Brigg Town             |       |
| 12                                    | Kidderminster Harriers | 0–1   | Darlington             | 2,471 |
| 13                                    | Brentford              | 1–0   | Morecambe              | 4,026 |
| 14                                    | Brighton & Hove Albion | 1–0   | Shrewsbury Town        | 5,450 |
| 15                                    | Oldham Athletic        | 1–1   | Barrow                 | 5,795 |
| replay                                | Barrow                 | 0 – 2 | Oldham Athletic        | 4,368 |
| 16                                    | Worcester City         | 0–1   | Rushden & Diamonds     |       |
| 17                                    | Altrincham             | 1–1   | Lancaster City         | 2,076 |
| replay                                | Lancaster City         | 1 – 4 | Altrincham             |       |
| 18                                    | Southend United        | 3–2   | Luton Town             |       |
| 19                                    | Exeter City            | 3–0   | Cambridge City         |       |
| 20                                    | Huddersfield Town      | 2–1   | Gravesend & Northfleet | 6,112 |
| 21                                    | Mansfield Town         | 1–0   | Oxford United          |       |
| 22                                    | Cardiff City           | 3–1   | Tiverton Town          | 6,638 |
| 23                                    | Grays Athletic         | 1–2   | Hinckley United        |       |
| 24                                    | Port Vale              | 3–0   | Aylesbury United       |       |
| 25                                    | Halifax Town           | 2–1   | Farnborough Town       |       |
| 26                                    | Stalybridge Celtic     | 0–3   | Chesterfield           |       |
| 27                                    | Torquay United         | 1–2   | Northampton Town       |       |
| 28                                    | Hereford United        | 1–0   | Wrexham                |       |
| 29                                    | Kettering Town         | 1–6   | Cheltenham Town        |       |
| 30                                    | Stoke City             | 2–0   | Lewes                  | 7,081 |
| 31                                    | Hayes                  | 3–4   | Wycombe Wanderers      |       |
| 32                                    | Wigan Athletic         | 0–1   | Canvey Island          |       |
| 33                                    | Tamworth               | 1–1   | Rochdale               |       |
| replay                                | Rochdale               | 1 – 0 | Tamworth               |       |
| 34                                    | Colchester United      | 0–0   | York City              |       |
| replay                                | York City              | 2 – 2 | Colchester United      |       |
| York City ganó en los penales         |                        |       |                        |       |
| 35                                    | Whitby Town            | 1–1   | Plymouth Argyle        |       |
| replay                                | Plymouth Argyle        | 3 – 2 | Whitby Town            |       |
| 36                                    | Cambridge United       | 1–1   | Notts County           |       |
| replay                                | Notts County           | 2 – 0 | Cambridge United       |       |
| 37                                    | Swansea City           | 4–0   | Queen's Park Rangers   |       |
| 38                                    | Dagenham & Redbridge   | 1–0   | Southport              |       |
| 39                                    | Aldershot Town         | 0–0   | Bristol Rovers         |       |
| replay                                | Bristol Rovers         | 1 – 0 | Aldershot Town         |       |
| 40                                    | Bedford Town           | 0–0   | Peterborough United    |       |
| replay                                | Peterborough United    | 2 – 1 | Bedford Town           |       |

## Segunda ronda
Los encuentros fueron disputados el 8 y 9 de diciembre, los replays el 18 o 19 de diciembre.
| No     | Local                  | Resultado | Visita               | Asistencia |
| ------ | ---------------------- | --------- | -------------------- | ---------- |
| 1      | Blackpool              | 2–0       | Rochdale             | 5,191      |
| 2      | Chesterfield           | 1–1       | Southend United      | 4,522      |
| replay | Southend United        | 2 – 0     | Chesterfield         | 5,518      |
| 3      | Canvey Island          | 1–0       | Northampton Town     | 3,000      |
| 4      | Macclesfield Town      | 4–1       | Swansea City         | 2,025      |
| 5      | Swindon Town           | 3–2       | Hereford United      | 7,699      |
| 6      | Tranmere Rovers        | 6–1       | Carlisle United      | 7,428      |
| 7      | Wycombe Wanderers      | 3–0       | Notts County         | 4,725      |
| 8      | Brighton & Hove Albion | 2–1       | Rushden & Diamonds   | 5,647      |
| 9      | Plymouth Argyle        | 1–1       | Bristol Rovers       | 6,141      |
| replay | Bristol Rovers         | 3 – 2     | Plymouth Argyle      | 5,763      |
| 10     | Hull City              | 2–3       | Oldham Athletic      | 9,422      |
| 11     | Altrincham             | 1–2       | Darlington           | 3,302      |
| 12     | Exeter City            | 0–0       | Dagenham & Redbridge | 4,082      |
| replay | Dagenham & Redbridge   | 3 – 0     | Exeter City          | 2,660      |
| 13     | Scunthorpe United      | 3–2       | Brentford            | 3,457      |
| 14     | Mansfield Town         | 4–0       | Huddersfield Town    | 6,836      |
| 15     | Cardiff City           | 3–0       | Port Vale            | 9,650      |
| 16     | Halifax Town           | 1–1       | Stoke City           | 3,335      |
| replay | Stoke City             | 3 – 0     | Halifax Town         | 4,356      |
| 17     | York City              | 2–0       | Reading              | 3,161      |
| 18     | Peterborough United    | 1–0       | Bournemouth          | 4,773      |
| 19     | Leyton Orient          | 2–1       | Lincoln City         | 4,195      |
| 20     | Hinckley United        | 0–2       | Cheltenham Town      | 2,661      |

## Tercera ronda
Los encuentros fueron disputados el 5 y 6 de enero, los replays el 15 o 16 de enero.
| No     | Local                   | Resultado | Visita               | Asistencia |
| ------ | ----------------------- | --------- | -------------------- | ---------- |
| 1      | Darlington              | 2–2       | Peterborough United  | 10,892     |
| replay | Peterborough United     | 2 – 0     | Darlington           |            |
| 2      | Burnley                 | 4–1       | Canvey Island        | 11,496     |
| 3      | Liverpool               | 3–0       | Birmingham City      | 40,875     |
| 4      | Watford                 | 2–4       | Arsenal              | 20,105     |
| 5      | Walsall                 | 2–0       | Bradford City        |            |
| 6      | Leicester City          | 2–1       | Mansfield Town       |            |
| 7      | Aston Villa             | 2–3       | Manchester United    | 38,444     |
| 8      | Grimsby Town            | 0–0       | York City            |            |
| replay | York City               | 1 – 0     | Grimsby Town         |            |
| 9      | Macclesfield Town       | 0–3       | West Ham United      |            |
| 10     | Wolverhampton Wanderers | 0–1       | Gillingham           | 15,271     |
| 11     | Crewe Alexandra         | 2–1       | Sheffield Wednesday  |            |
| 12     | Sunderland              | 1–2       | West Bromwich Albion | 29,133     |
| 13     | Derby County            | 1–3       | Bristol Rovers       |            |
| 14     | Sheffield United        | 1–0       | Nottingham Forest    | 14,696     |
| 15     | Stockport County        | 1–4       | Bolton Wanderers     | 5,821      |
| 16     | Newcastle United        | 2–0       | Crystal Palace       |            |
| 17     | Wycombe Wanderers       | 2–2       | Fulham               |            |
| replay | Fulham                  | 1 – 0     | Wycombe Wanderers    |            |
| 18     | Manchester City         | 2–0       | Swindon Town         |            |
| 19     | Barnsley                | 1–1       | Blackburn Rovers     |            |
| replay | Blackburn Rovers        | 3 – 1     | Barnsley             |            |
| 20     | Coventry City           | 0–2       | Tottenham Hotspur    |            |
| 21     | Portsmouth              | 1–4       | Leyton Orient        |            |
| 22     | Brighton & Hove Albion  | 0–2       | Preston North End    | 6,548      |
| 23     | Norwich City            | 0–0       | Chelsea              | 21,017     |
| replay | Chelsea                 | 4 – 0     | Norwich City         | 24,231     |
| 24     | Millwall                | 2–1       | Scunthorpe United    |            |
| 25     | Wimbledon               | 0–0       | Middlesbrough        |            |
| replay | Middlesbrough           | 2–0       | Wimbledon            |            |
| 26     | Southend United         | 1–3       | Tranmere Rovers      |            |
| 27     | Cardiff City            | 2–1       | Leeds United         | 22,009     |
| 28     | Charlton Athletic       | 2–1       | Blackpool            |            |
| 29     | Cheltenham Town         | 2–1       | Oldham Athletic      | 5,801      |
| 30     | Stoke City              | 0–1       | Everton              | 28,218     |
| 31     | Rotherham United        | 2–1       | Southampton          |            |
| 32     | Dagenham & Redbridge    | 1–4       | Ipswich Town         |            |

## Cuarta ronda
Los encuentros fueron jugados el 26 de enero, los replays el 6 de febrero.
| No     | Local                | Resultado | Visita            | Asistencia |
| ------ | -------------------- | --------- | ----------------- | ---------- |
| 1      | Preston North End    | 2–1       | Sheffield United  | 13,068     |
| 2      | Gillingham           | 1–0       | Bristol Rovers    |            |
| 3      | Middlesbrough        | 2–0       | Manchester United |            |
| 4      | West Bromwich Albion | 1–0       | Leicester City    | 26,860     |
| 5      | Everton              | 4–1       | Leyton Orient     |            |
| 6      | Ipswich Town         | 1–4       | Manchester City   |            |
| 7      | Tranmere Rovers      | 3–1       | Cardiff City      |            |
| 8      | Tottenham Hotspur    | 4–0       | Bolton Wanderers  |            |
| 9      | Millwall             | 0–1       | Blackburn Rovers  |            |
| 10     | Chelsea              | 1–1       | West Ham United   | 33,443     |
| replay | West Ham United      | 2–3       | Chelsea           | 27,272     |
| 11     | Charlton Athletic    | 1–2       | Walsall           |            |
| 12     | Arsenal              | 1–0       | Liverpool         | 38,092     |
| 13     | Cheltenham Town      | 2–1       | Burnley           | 7,300      |
| 14     | York City            | 0–2       | Fulham            |            |
| 15     | Rotherham United     | 2–4       | Crewe Alexandra   |            |
| 16     | Peterborough United  | 2–4       | Newcastle United  |            |

## Octavos de final
Los encuentros fueron jugados el 16 y 17 de febrero, el replay fue jugado el 26 de febrero.
| No     | Local                | Resultado | Visita            | Asistencia |
| ------ | -------------------- | --------- | ----------------- | ---------- |
| 1      | Walsall              | 1–2       | Fulham            |            |
| 2      | Middlesbrough        | 1–0       | Blackburn Rovers  |            |
| 3      | West Bromwich Albion | 1–0       | Cheltenham Town   | 27,179     |
| 4      | Everton              | 0–0       | Crewe Alexandra   |            |
| replay | Crewe Alexandra      | 1–2       | Everton           |            |
| 5      | Newcastle United     | 1–0       | Manchester City   |            |
| 6      | Tottenham Hotspur    | 4–0       | Tranmere Rovers   |            |
| 7      | Chelsea              | 3–1       | Preston North End | 28,133     |
| 8      | Arsenal              | 5–2       | Gillingham        |            |

## Cuartos de final
| 10 de marzo de 2002, 13:00 | Middlesbrough                        | 3:0     | Everton | Estadio de Riverside, Middlesbrough                    |                                                        |
|                            | - Whelan 35' - Németh 37' - Ince 42' | Reporte |         | Asistencia: 26.950 espectadores Árbitro(s): Alan Wiley | Asistencia: 26.950 espectadores Árbitro(s): Alan Wiley |

| 10 de marzo de 2002 | West Bromwich Albion | 0:1     | Fulham       | The Hawthorns, West Bromwich                            |                                                         |
|                     |                      | Reporte | - 41' Marlet | Asistencia: 24.811 espectadores Árbitro(s): Neale Barry | Asistencia: 24.811 espectadores Árbitro(s): Neale Barry |

| 9 de marzo de 2002, 17:35 | Newcastle United | 1:1     | Arsenal   | St James' Park, Newcastle                               |                                                         |
|                           | - Robert 52'     | Reporte | - 14' Edu | Asistencia: 51.027 espectadores Árbitro(s): Mark Halsey | Asistencia: 51.027 espectadores Árbitro(s): Mark Halsey |

| 10 de marzo de 2002, 16:00 | Tottenham Hotspur | 0:4     | Chelsea                                          | White Hart Lane, Londres                                |                                                         |
|                            |                   | Reporte | - 12' Gallas - 48', 66' Guðjohnsen - 54' Le Saux | Asistencia: 32.896 espectadores Árbitro(s): Andy D'Urso | Asistencia: 32.896 espectadores Árbitro(s): Andy D'Urso |

### Replay
| 23 de marzo de 2002 | Arsenal                                 | 3:0     | Newcastle United | Arsenal Stadium, Londres                                 |                                                          |
|                     | - Pirès 2' - Bergkamp 9' - Campbell 50' | Reporte |                  | Asistencia: 38.073 espectadores Árbitro(s): Uriah Rennie | Asistencia: 38.073 espectadores Árbitro(s): Uriah Rennie |

## Semifinales
Los encuentros fueron el 14 de abril, a partido único en cancha neutral.
Gianluca Festa, quien jugó las finales de FA Cup y la Copa de la Liga perdidas del Middlesbrough hace cinco años, tuvo la mala fortuna de anotar el autogol que dio la victoria al Arsenal en la llave de semifinales de su equipo.
| 14 de abril de 2002, 19:00 | Fulham | 0:1     | Chelsea     | Villa Park, Birmingham                                  |                                                         |
|                            |        | Reporte | - 42' Terry | Asistencia: 36.147 espectadores Árbitro(s): Graham Poll | Asistencia: 36.147 espectadores Árbitro(s): Graham Poll |

| 14 de abril de 2002, 16:00 | Middlesbrough | 0:1     | Arsenal     | Old Trafford, Mánchester                                  |                                                           |
|                            |               | Reporte | - 39' Festa | Asistencia: 61.168 espectadores Árbitro(s): David Elleray | Asistencia: 61.168 espectadores Árbitro(s): David Elleray |

## Final
| 1     | POR   | David Seaman      |     |
| 12    | DEF   | Lauren            |     |
| 23    | DEF   | Sol Campbell      |     |
| 6     | DEF   | Tony Adams        |     |
| 3     | DEF   | Ashley Cole       |     |
| 11    | MED   | Sylvain Wiltord   | 89' |
| 15    | MED   | Ray Parlour       |     |
| 4     | MED   | Patrick Vieira    |     |
| 8     | MED   | Freddie Ljungberg |     |
| 10    | DEL   | Dennis Bergkamp   | 72' |
| 14    | DEL   | Thierry Henry     | 81' |
| D. T. | D. T. | Arsène Wenger     |     |

| 23    | POR   | Carlo Cudicini          |     |
| 15    | DEF   | Mario Melchiot          | 76' |
| 13    | DEF   | William Gallas          |     |
| 6     | DEF   | Marcel Desailly         |     |
| 3     | DEF   | Celestine Babayaro      | 45' |
| 30    | MED   | Jesper Grønkjær         |     |
| 8     | MED   | Frank Lampard           |     |
| 17    | MED   | Emmanuel Petit          |     |
| 14    | MED   | Graeme Le Saux          |     |
| 22    | DEL   | Eiður Guðjohnsen        |     |
| 9     | DEL   | Jimmy Floyd Hasselbaink | 68' |
| D. T. | D. T. | Claudio Ranieri         |     |

| 17 | MED | Edu          | 72' |
| 25 | DEL | Nwankwo Kanu | 81' |
| 5  | DEF | Martin Keown | 89' |

| 26 | DEF | John Terry       | 45' |
| 25 | DEL | Gianfranco Zola  | 68' |
| 11 | MED | Boudewijn Zenden | 76' |

| 70' · 80' | Ray Parlour Freddie Ljungberg | 1:0 2:0 |

| 26' · 75' | Patrick Vieira Thierry Henry |

| 2' · 75' · 90+1' | Graeme Le Saux John Terry Eiður Guðjohnsen |

| Principal  | Mike Riley   |
| Asistentes | Glenn Turner |
|            | Ralph Bone   |
| Cuarto     | Mark Halsey  |

|                    |     |    |
| Tiros              | 10  | 8  |
| Tiros a puerta     | 4   | 5  |
| Faltas             | 15  | 14 |
| Saques de esquina  | 5   | 4  |
| Penaltis           | 0   | 0  |
| Fueras de juego    | 5   | 2  |
| Posesión del balón | 56% | 4% |

| Alineación inicial |

| 1     | POR   | David Seaman      |     |
| 12    | DEF   | Lauren            |     |
| 23    | DEF   | Sol Campbell      |     |
| 6     | DEF   | Tony Adams        |     |
| 3     | DEF   | Ashley Cole       |     |
| 11    | MED   | Sylvain Wiltord   | 89' |
| 15    | MED   | Ray Parlour       |     |
| 4     | MED   | Patrick Vieira    |     |
| 8     | MED   | Freddie Ljungberg |     |
| 10    | DEL   | Dennis Bergkamp   | 72' |
| 14    | DEL   | Thierry Henry     | 81' |
| D. T. | D. T. | Arsène Wenger     |     |

| 23    | POR   | Carlo Cudicini          |     |
| 15    | DEF   | Mario Melchiot          | 76' |
| 13    | DEF   | William Gallas          |     |
| 6     | DEF   | Marcel Desailly         |     |
| 3     | DEF   | Celestine Babayaro      | 45' |
| 30    | MED   | Jesper Grønkjær         |     |
| 8     | MED   | Frank Lampard           |     |
| 17    | MED   | Emmanuel Petit          |     |
| 14    | MED   | Graeme Le Saux          |     |
| 22    | DEL   | Eiður Guðjohnsen        |     |
| 9     | DEL   | Jimmy Floyd Hasselbaink | 68' |
| D. T. | D. T. | Claudio Ranieri         |     |

| 17 | MED | Edu          | 72' |
| 25 | DEL | Nwankwo Kanu | 81' |
| 5  | DEF | Martin Keown | 89' |

| 26 | DEF | John Terry       | 45' |
| 25 | DEL | Gianfranco Zola  | 68' |
| 11 | MED | Boudewijn Zenden | 76' |

| 70' · 80' | Ray Parlour Freddie Ljungberg | 1:0 2:0 |

| 26' · 75' | Patrick Vieira Thierry Henry |

| 2' · 75' · 90+1' | Graeme Le Saux John Terry Eiður Guðjohnsen |

| Principal  | Mike Riley   |
| Asistentes | Glenn Turner |
|            | Ralph Bone   |
| Cuarto     | Mark Halsey  |

|                    |     |    |
| Tiros              | 10  | 8  |
| Tiros a puerta     | 4   | 5  |
| Faltas             | 15  | 14 |
| Saques de esquina  | 5   | 4  |
| Penaltis           | 0   | 0  |
| Fueras de juego    | 5   | 2  |
| Posesión del balón | 56% | 4% |

| Alineación inicial |

| 1     | POR   | David Seaman      |     |
| 12    | DEF   | Lauren            |     |
| 23    | DEF   | Sol Campbell      |     |
| 6     | DEF   | Tony Adams        |     |
| 3     | DEF   | Ashley Cole       |     |
| 11    | MED   | Sylvain Wiltord   | 89' |
| 15    | MED   | Ray Parlour       |     |
| 4     | MED   | Patrick Vieira    |     |
| 8     | MED   | Freddie Ljungberg |     |
| 10    | DEL   | Dennis Bergkamp   | 72' |
| 14    | DEL   | Thierry Henry     | 81' |
| D. T. | D. T. | Arsène Wenger     |     |

| 23    | POR   | Carlo Cudicini          |     |
| 15    | DEF   | Mario Melchiot          | 76' |
| 13    | DEF   | William Gallas          |     |
| 6     | DEF   | Marcel Desailly         |     |
| 3     | DEF   | Celestine Babayaro      | 45' |
| 30    | MED   | Jesper Grønkjær         |     |
| 8     | MED   | Frank Lampard           |     |
| 17    | MED   | Emmanuel Petit          |     |
| 14    | MED   | Graeme Le Saux          |     |
| 22    | DEL   | Eiður Guðjohnsen        |     |
| 9     | DEL   | Jimmy Floyd Hasselbaink | 68' |
| D. T. | D. T. | Claudio Ranieri         |     |

| 17 | MED | Edu          | 72' |
| 25 | DEL | Nwankwo Kanu | 81' |
| 5  | DEF | Martin Keown | 89' |

| 26 | DEF | John Terry       | 45' |
| 25 | DEL | Gianfranco Zola  | 68' |
| 11 | MED | Boudewijn Zenden | 76' |

| 70' · 80' | Ray Parlour Freddie Ljungberg | 1:0 2:0 |

| 26' · 75' | Patrick Vieira Thierry Henry |

| 2' · 75' · 90+1' | Graeme Le Saux John Terry Eiður Guðjohnsen |

| Principal  | Mike Riley   |
| Asistentes | Glenn Turner |
|            | Ralph Bone   |
| Cuarto     | Mark Halsey  |

|                    |     |    |
| Tiros              | 10  | 8  |
| Tiros a puerta     | 4   | 5  |
| Faltas             | 15  | 14 |
| Saques de esquina  | 5   | 4  |
| Penaltis           | 0   | 0  |
| Fueras de juego    | 5   | 2  |
| Posesión del balón | 56% | 4% |

| Alineación inicial |

| 1     | POR   | David Seaman      |     |
| 12    | DEF   | Lauren            |     |
| 23    | DEF   | Sol Campbell      |     |
| 6     | DEF   | Tony Adams        |     |
| 3     | DEF   | Ashley Cole       |     |
| 11    | MED   | Sylvain Wiltord   | 89' |
| 15    | MED   | Ray Parlour       |     |
| 4     | MED   | Patrick Vieira    |     |
| 8     | MED   | Freddie Ljungberg |     |
| 10    | DEL   | Dennis Bergkamp   | 72' |
| 14    | DEL   | Thierry Henry     | 81' |
| D. T. | D. T. | Arsène Wenger     |     |

| 23    | POR   | Carlo Cudicini          |     |
| 15    | DEF   | Mario Melchiot          | 76' |
| 13    | DEF   | William Gallas          |     |
| 6     | DEF   | Marcel Desailly         |     |
| 3     | DEF   | Celestine Babayaro      | 45' |
| 30    | MED   | Jesper Grønkjær         |     |
| 8     | MED   | Frank Lampard           |     |
| 17    | MED   | Emmanuel Petit          |     |
| 14    | MED   | Graeme Le Saux          |     |
| 22    | DEL   | Eiður Guðjohnsen        |     |
| 9     | DEL   | Jimmy Floyd Hasselbaink | 68' |
| D. T. | D. T. | Claudio Ranieri         |     |

| 17 | MED | Edu          | 72' |
| 25 | DEL | Nwankwo Kanu | 81' |
| 5  | DEF | Martin Keown | 89' |

| 26 | DEF | John Terry       | 45' |
| 25 | DEL | Gianfranco Zola  | 68' |
| 11 | MED | Boudewijn Zenden | 76' |

| 70' · 80' | Ray Parlour Freddie Ljungberg | 1:0 2:0 |

| 26' · 75' | Patrick Vieira Thierry Henry |

| 2' · 75' · 90+1' | Graeme Le Saux John Terry Eiður Guðjohnsen |

| Principal  | Mike Riley   |
| Asistentes | Glenn Turner |
|            | Ralph Bone   |
| Cuarto     | Mark Halsey  |

|                    |     |    |
| Tiros              | 10  | 8  |
| Tiros a puerta     | 4   | 5  |
| Faltas             | 15  | 14 |
| Saques de esquina  | 5   | 4  |
| Penaltis           | 0   | 0  |
| Fueras de juego    | 5   | 2  |
| Posesión del balón | 56% | 4% |

| Alineación inicial |

|                       |
| Campeón               |
| Bandera de Inglaterra |
| Arsenal               |
| 8º título             |